# Тревор Спраклін
Тревор Спраклін (англ. Trevor Spracklin; нар. 1 січня 1977) — колишній американський тенісист.
Найвищу одиночну позицію світового рейтингу — 734 місце досяг 31 березня 2003, парну — 319 місце — 20 червня 2005 року.

## Титули ITF Ф'ючерс

### Парний розряд: (6)
| Ранг | Дата     | Турнір                  | Покриття | Партнер          | Суперники                  | Рахунок       |
| ---- | -------- | ----------------------- | -------- | ---------------- | -------------------------- | ------------- |
| 1.   | Тра 2002 | Ямайка F5, Монтего-Бей  | Тверде   | Метт Дейлі       | Саймон Ларос Кіанткі Томас | 6–2, 7–6(6)   |
| 2.   | Сер 2002 | Ямайка F12, Монтего-Бей | Тверде   | Тревіс Перротт   | Петер Хандойо Кондо Хірокі | 6–3, 3–6, 6–3 |
| 3.   | Вер 2003 | Ямайка F7, Монтего-Бей  | Тверде   | Ендрю Карлсон    | Ян Крошлак Давід Себок     | 6–1, 6–4      |
| 4.   | Сер 2004 | США F22, Декейтер       | Тверде   | Майкл Яні        | Рафаел Дюрек Адам Фіні     | 7–5, 6–3      |
| 5.   | Вер 2004 | Еквадор F3, Гуаякіль    | Тверде   | Джастін Слаттері | Давід Гонсалес Хосе Ікаса  | 6–2, 6–2      |
| 6.   | Тра 2005 | Таїланд F2, Пхукет      | Тверде   | Джош Гоффі       | Суванді Боніт Вір'яван     | 4–6, 6–3, 7–5 |